# Унтергруппенбах
Унтергруппенбах (нім. Untergruppenbach) — громада в Німеччині, знаходиться в землі Баден-Вюртемберг. Підпорядковується адміністративному округу Штутгарт. Входить до складу району Гайльбронн.
Площа — 27,27 км2. Населення становить 8528 ос. (станом на 31 грудня 2020).